# Noiembrie 2009
Acest articol este generat integral pe baza informațiilor din articolul 2009 și este actualizat periodic de un robot.
 Editările făcute în articol vor fi șterse la următoarea actualizare! Dacă doriți să faceți modificări, editați articolul-sursă.

ianuarie -
februarie -
martie -
aprilie -
mai -
iunie -
iulie -
august -
septembrie -
octombrie -
noiembrie -
decembrie
Noiembrie 2009 a fost a unsprezecea lună a anului și a început într-o zi de duminică.

## Evenimente

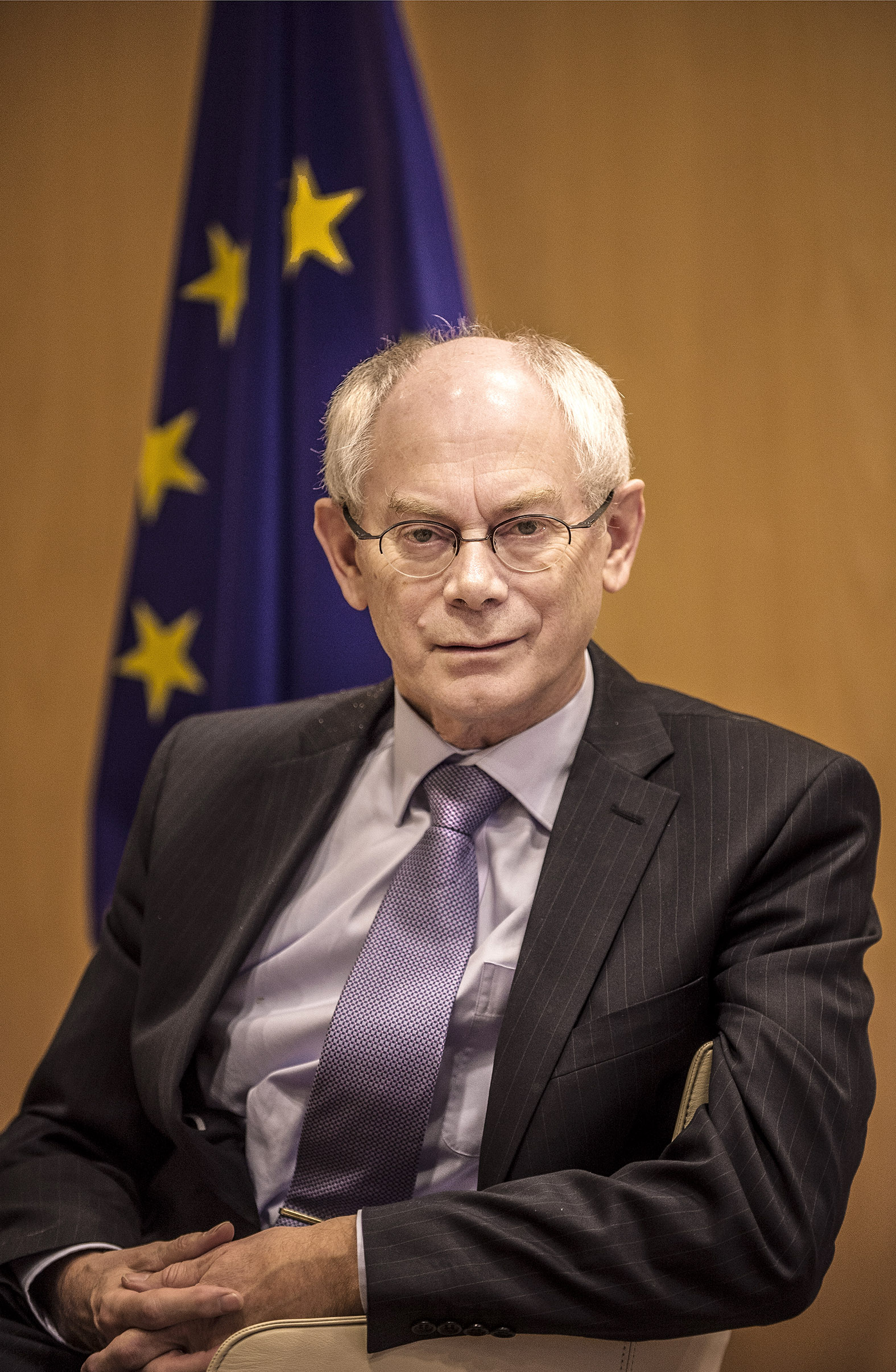
19 noiembrie: Prim-ministrul Belgiei, Herman Van Rompuy, devine primul președinte permanent al Consiliului European.

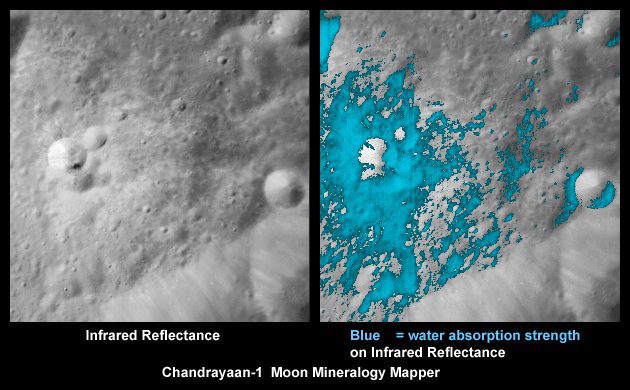
13 noiembrie: NASA anunță că a descoperit o mare cantitate de apă pe Lună.

- 4 noiembrie: Guvernul propus de Lucian Croitoru este respins de Parlamentul României cu 189 voturi pentru și 250 împotrivă.[1]
- 6 noiembrie: Traian Băsescu nominalizează o nouă persoană pentru funcția de premier al României pe primarul sectorului 3 al capitalei, Liviu Negoiță.[2]
- 13 noiembrie: NASA anunță că a descoperit o mare cantitate de apă pe Lună.[3]
- 19 noiembrie: Prim-ministrul Belgiei, Herman Van Rompuy, devine primul președinte stabil al Consiliului European.
- 22 noiembrie: Alegeri prezidențiale în România. În primul scrutin Traian Băsescu conduce cu 32,44% din voturi, urmat de Mircea Geoană cu 31,15%, care se califică pentru al 2-lea tur de scrutin.
- 22 noiembrie: Referendum în România, privind la trecerea la parlamentul unicameral și reducerea numărului de parlamentari la 300.

## Decese
- 1 noiembrie: Grigore C. Ursu, 87 ani, pictor român (n. 1922)
- 2 noiembrie: Amir Pnueli, 68 ani, informatician israelian (n. 1941)
- 3 noiembrie: Francisco Ayala (Francisco Ayala García-Duarte), 103 ani, scriitor spaniol (n. 1906)
- 4 noiembrie: Iuliu Paul, 79 ani,  arheolog, istoric, cercetător, scriitor și profesor român (n. 1930)
- 6 noiembrie: Nikos Chadzinikolau, 74 ani, scriitor polonez de etnie greacă (n. 1935)
- 6 noiembrie: Manase Radnev, 77 ani, scriitor, scenarist și regizor român (n. 1932)
- 8 noiembrie: Vitali Ghinzburg, 93 ani, fizician rus (n. 1916)
- 8 noiembrie: Igor Starîghin, 63 ani, actor de teatru și film, rus (n. 1946)
- 10 noiembrie: Gheorghe Dinică, 75 ani, actor român (n. 1934)
- 10 noiembrie: Robert Enke, 32 ani, fotbalist german (portar), (n. 1977)
- 11 noiembrie: Rosalie Williams, actriță britanică (n. 1919)
- 12 noiembrie: Elisabeth Aasen, 74 ani, politician norvegian (n. 1922)
- 12 noiembrie: Lev Kofman, 52 ani, astrofizician sovieto-canadian (n. 1957)
- 13 noiembrie: Ueli Gegenschatz, 38 ani, sportiv elvețian (sporturi extreme), (n. 1971)
- 13 noiembrie: Bruce King, 85 ani, politician american (n. 1924)
- 13 noiembrie: John J. O'Connor, 76 ani, jurnalist și critic de teatru și televiziune, american (n. 1933)
- 13 noiembrie: John J. O'Connor, jurnalist american (n. 1933)
- 15 noiembrie: Pavle (n. Gojko Stojčević), 95 ani, patriarh al Serbiei (n. 1914)
- 16 noiembrie: Agnia Bogoslava, 93 ani, actriță română de etnie evreiască (n. 1916)
- 16  noiembrie: Edward Woodward, 79 ani, actor britanic de film (n. 1930)
- 21 noiembrie: Konstantin Feoktistov, 83 ani, cosmonaut rus (Voskhod 1), (n. 1926)
- 22 noiembrie: Nuni Dona (n. Niculina Dona), 93 ani, pictoriță română (n. 1916)
- 24 noiembrie: Samak Sundaravej, 74 ani, prim-ministru al Thailandei (2008), (n. 1935)
- 24 noiembrie: Samak Sunthorawet, politician thailandez (n. 1935)
- 25 noiembrie: Theodor Hristea, 79 ani, lingvist român (n. 1930)
- 26 noiembrie: Ecaterina Stahl-Iencic, 63 ani, sportivă română (scrimă), (n. 1946)
- 27 noiembrie: Mariano Abarca, 50 ani, activist mexican (n. 1958)
- 27 noiembrie: Ernesto Treccani, 89 ani, pictor italian (n. 1920)
- 29 noiembrie: Karl Peglau, 82 ani, psiholog german (n. 1927)
- 30 noiembrie: Iuliu Edlis, 80 ani, scriitor rus de etnie evreiască (n. 1929)
- 30 noiembrie: Milorad Pavić, 80 ani, scriitor sârb (n. 1929)